# Philippe Terrier-Hermann
Philippe Terrier-Hermann est un artiste français né en 1970.
Après des études de photo à la School of the Art Institute of Chicago, il réalise son premier travail intercontinental 1996-2000 à la Rijksakademie van beeldende kunsten à Amsterdam. Après les Pays-Bas, il séjourne à Bruxelles, à Rome (Villa Médicis), à Paris (cité des Arts) puis à Tokyo (Villa Médicis hors les murs).
Son travail se déploie essentiellement sous la forme de vidéos et de photographies.
Il a aussi réalisé une eau de toilette, une ligne de mobilier et de prêt-à-porter ainsi que des pièces en céramique, dont « les chinoiseries », des pois verts édités en Chine à 2000 exemplaires.
D’esthétiques différentes, les photographies de Philippe Terrier-Hermann ont en commun une même volonté de mettre en évidence nos fascinations et conditionnements envers l'image. Par la reconstitution d'esthétiques stéréotypées, Philippe Terrier-Hermann nous confronte à nos ambiguïtés face aux archétypes du pouvoir, de la beauté, de la réussite et de la perfection. Ces clichés, bien que très polis, contiennent une subversion passive qui peut se révéler explosive tant elle démontre nos schizophrénies les plus enfouies.
PTH a particulièrement travaillé sur la possibilité narrative que peuvent induire les images. Elles font appel à des esthétiques codées souvent en références à une iconographie cinématographique, télévisuelle ou bien publicitaire.
Dernièrement, il a réalisé des cartes subjectives du monde afin de représenter la vision d’un monde exclusif conditionné par l’argent, l’art et le luxe (The World of the Luxury Hotel, The World of the Luxury Shop, The world of Contemporay Art, The World of Billionaires et The World of Suicide).

## Expositions
Depuis 2000, il a exposé (expositions personnelles) au Centre national de la photographie à Paris, au Museum voor Fotografie à Anvers, à la Biennale de Sharjah aux Émirats arabes unis, à la Galerie Poller à Francfort, à la maison Grégoire à Bruxelles, à la Galerie la Blanchisserie à Boulogne-Billancourt, au Centre d'art contemporain de Castres et à la Biennale de Busan en Corée du Sud. Il a participé à des expositions collectives au Stedelijk Museum De Lakenhal de Leiden, à la Villa Arson à Nice, au FRAC de Haute-Normandie, au Centre d’art de Sète et à la Fondation Michelangelo Pistoletto à Biella.

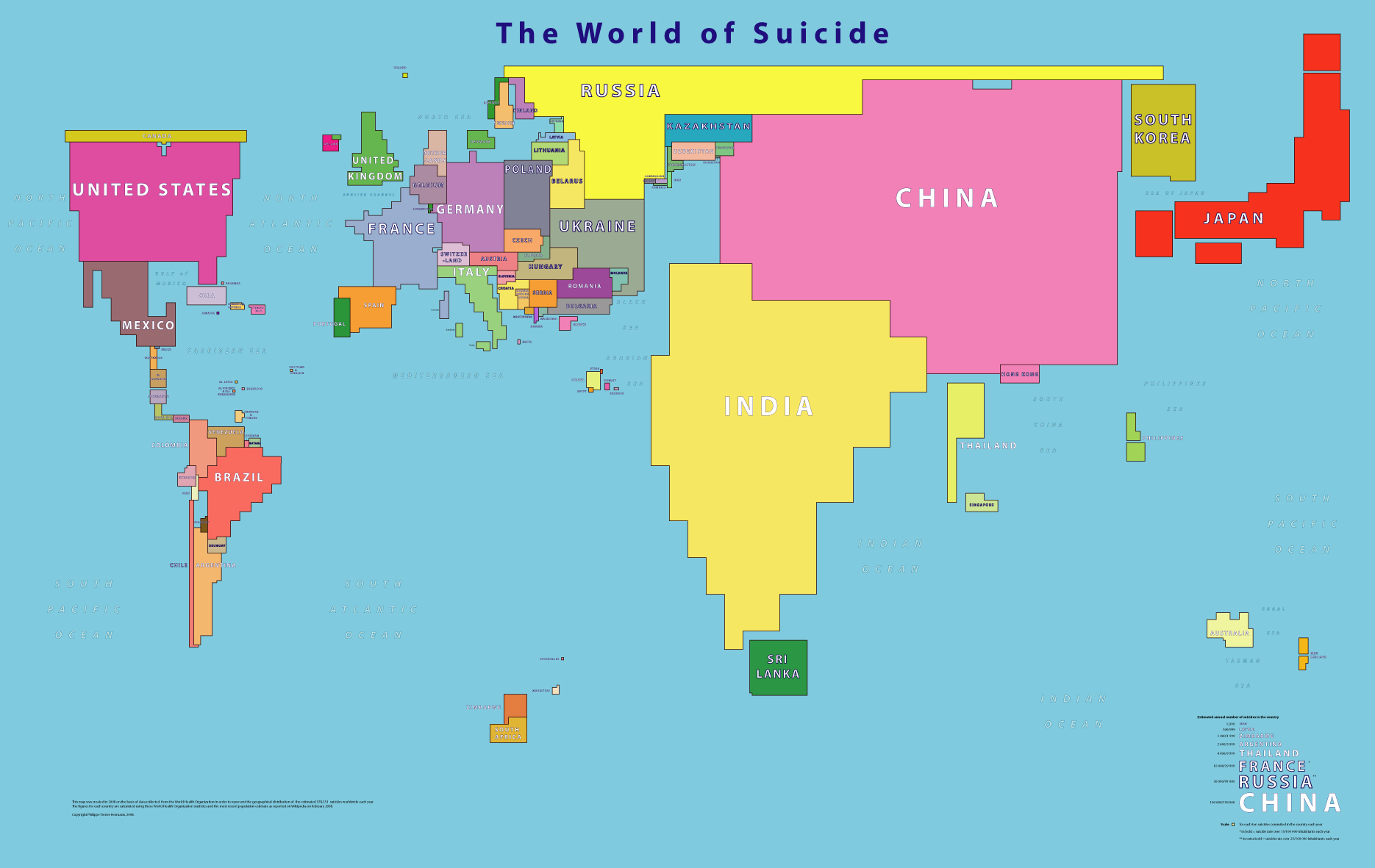
World of Suicide

Ses vidéos ont été projetées à l’occasion des soirées Point Ligne Plan à la Fémis et au Centre Pompidou à Paris, au Super Deluxe à Tokyo, aux Ets d'en face à Bruxelles, à De Appel à Amsterdam et au musée Reina Sofía à Madrid. Certaines font aussi partie des collections du Centre national d'art et de culture Georges-Pompidou à Paris.

## Publications
Il a publié 5 ouvrages Fascination & Romans, internationales et 106 beautés japonaises avec l’éditeur néerlandais ARTIMO. En 2007, il a conduit une mission photographique et sociologique sur le paysage contemporain hollandais commanditée par le gouvernement de la province « Zuid Holland », ce travail a conduit à la publication d’un livre 93 beautés hollandaises publié par les éditions Veenman de Rotterdam. En 2012, il a publié chez http://www.blackjackeditions.com "The American Tetralogy", livre rassemblant des images réalisées en Californie avec divers comédiens dont Sharon Stone, Gaspard Ulliel, Mamie Van Doren et Roxane Mesquida, puis un album de 62 cartes postales "La trilogie française".